# Clio (torpilleur)
Pour les articles homonymes, voir Clio.
Le Clio  (fanion « CL » (plus tard « F 555 »)) était un torpilleur italien de la classe Spica - type Alcione lancé en 1938 pour la Marine royale italienne (en italien : Regia Marina). 

## Conception et description
Les torpilleurs de la classe Spica devaient répondre au traité naval de Londres qui ne  limitait pas le nombre de navires dont le déplacement standard était inférieur à 600 tonnes. Hormis les 2 prototypes, 3 autres types ont été construits : Alcione, Climene et Perseo. Ils avaient une longueur totale de 81,42 à 83,5 mètres, une largeur de 7,92 à 8,20 mètres et un tirant d'eau de 2,55 à 3,09 mètres. Ils déplaçaient 652 à 808 tonnes à charge normale, et 975 à 1 200 tonnes à pleine charge. Leur effectif était de 6 à 9 officiers et de 110 sous-officiers et marins
Les Spica étaient propulsés par deux turbines à vapeur à engrenages Parsons , chacune entraînant un arbre d'hélice et utilisant la vapeur fournie par deux chaudières Yarrow. La puissance nominale des turbines était de 19 000 chevaux-vapeur (14 000 kW) pour une vitesse de 33 nœuds (61 km/h) en service, bien que les navires aient atteint des vitesses supérieures à 34 nœuds (62,97 km/h) lors de leurs essais en mer alors qu'ils étaient légèrement chargés. Ils avaient une autonomie de 1 910 milles nautiques (3 540 km) à une vitesse de 15 nœuds (27,7 km/h)
Leur batterie principale était composée de 3 canons 100/47 OTO Model 1937. La défense antiaérienne (AA) des navires de la classe Spica était assurée par 4 mitrailleuses jumelées Breda Model 1931 de 13,2 millimètres. Ils étaient équipés de 2 tubes lance-torpilles de 450 millimètres (21 pouces) dans deux supports jumelés au milieu du navire.  Les Spica étaient également équipés de  2 lanceurs de charges de profondeur et d'un équipement pour le transport et la pose de 20 mines.

## Construction et mise en service
Le Clio est construit par le chantier naval Cantiere navale di Sestri Ponente à Sestri Ponente en Italie, et mis sur cale le 29 octobre 1936. Il est lancé le 3 avril 1938 et est achevé et mis en service le 2 octobre 1938. Il est commissionné le même jour dans la Regia Marina.

## Histoire de service
Après les essais et une période d'entraînement dans le nord de la mer Tyrrhénienne, le Clio est affecté à la division de l'école de commandement (Divisione Scuola Comando) d'Augusta et opère le long de la côte sicilienne dans de fréquentes activités d'entraînement. Parmi ses premiers commandants, on trouve le lieutenant de vaisseau (tenente di vascello) Costantino Borsini, qui garde le commandement de l'unité jusqu'en janvier 1940,.

### 1940
Lorsque l'Italie entre dans la Seconde Guerre mondiale, le navire fait partie du XIIIe escadron de torpilleurs basé à Messine, qui est formé avec ses navires-jumeaux (sister ships) Calipso, Circe et Calliope. Il est principalement employé dans des activités d'escorte côtière en Afrique du Nord (jusqu'à la mi 1942), puis également le long de la côte de la Grèce, ainsi qu'en Cyrénaïque. Il a effectué un total de 118 missions d'escorte.
À sept heures du soir du 16 juin 1940, l'unité fait partie d'une patrouille de ratissage anti-sous-marins avec ses navires-jumeaux Calliope, Polluce et Circe, lorsque ces derniers aperçoivent le périscope d'un sous-marin, d'où sont tirées plusieurs torpilles. Les Circe, Polluce et Clio, évitant les torpilles, commencent à lancer des grenades sous-marines sur le point d'observation jusqu'à ce que, au neuvième passage, une grande quantité de débris émerge. L'unité attaquée est le sous-marin britannique HMS Grampus (N56), qui coule à la position géographique de 37° 05′ N, 17° 30′ E (105 milles nautiques (195 km) à l'est de Syracuse), sans aucun survivant parmi les 59 membres de l'équipage,,,.
Du 29 au 31 juillet, le Clio et ses navires-jumeaux Centauro, Circe et Climene escortent de Naples à Messine et ensuite (avec le renfort des torpilleurs Airone, Alcione, Ariel et Aretusa) à Benghazi, dans l'opération "Trasporto Veloce Lento", un convoi formé par le transport de troupes Marco Polo et les croiseurs auxiliaires Città di Palermo et Città di Napoli.
Une action anti-sous-marine menée par le Clio dans le canal d'Otrante le 18 décembre 1940 pourrait être à l'origine de la disparition du sous-marin britannique HMS Triton (N15), qui a cependant pu aussi sauter sur des mines ou être victime d'autres actions anti-sous-marines,
Le 21 décembre 1940, le convoi que le Clio escorte dans le canal de Sicile, formé par les vapeurs Aquitania et Bainsizza et par les navires à moteur Assiria et Rialto, est attaqué par des bombardiers-torpilleurs de la Royal Air Force. Avec celle qui est déclenchée presque au même moment contre le convoi "Vega", c'est l'une des premières attaques de bombardiers-torpilleurs contre des convois italiens La réaction de la seule unité d'escorte abat cependant un avion et oblige les autres à battre en retraite sans causer de dommages.

### 1941
À six heures du soir le 7 janvier 1941, le Clio et son navire-jumeau Castore quittent Tobrouk pour escorter les navires marchands Edda, Assiria et Fianona vers Benghazi. À 22h08 du même jour, le sous-marin britannique HMS Rover lance quatre torpilles contre le Edda à la position géographique de 32° 13′ N, 23° 40′ E. Le navire n'est pas touché et dans la contre-attaque, le Clio et le Castore endommagent avec des grenades sous-marines l'unité ennemie,, qui reste ensuite hors service pendant 13 mois pour des réparations à Malte,. Le convoi arrive à Benghazi à 11 heures le 9 janvier.
Certaines sources attribuent l'action du Clio le 7 janvier 1941, lorsque le torpilleur pense avoir éperonné et coulé une unité sous-marine au large de Tobrouk, au naufrage du sous-marin franco-gaulliste Narval (Q118),,. Cependant, la découverte de l'épave du Narval en 1957 au large des îles Kerkennah suggère que cette unité a en fait sauté sur une mine le 14 décembre précédent.
Du 1er au 3 mars, le navire, avec les torpilleurs Pegaso et Orione, escorte de Naples à Tripoli un convoi (navires à vapeur Amsterdam, Castellon, Maritza et Ruhr) chargé de fournitures pour l'Afrika Korps. Le voyage s'est déroulé sans encombrei.
Le 10 mars, le Clio et son navire-jumeau Centauro quittent Tripoli et sont rejoints par deux convois (transports Ankara, Marburg, Kybfels et Reichenfels escortés par les destroyers Vivaldi, da Noli, Malocello, Folgore et Lampo; navires à moteur Andrea Gritti et Sebastiano Venier escortés par les torpilleurs Alcione, Pallade et Polluce).
Le 9 avril 1941, le navire appareille de Naples pour escorter vers Tripoli, en compagnie du destroyer Dardo et des vieux torpilleurs Papa et Cosenz, des navires à moteur Andrea Gritti, Sebastiano Venier, Rialto, Birmania et Barbarigo; le convoi atteint Tripoli sans problèmes le 11 avril.
Dans les jours qui suivent le 16 avril, le torpilleur participe avec de nombreuses autres unités aux opérations de sauvetage du convoi "Tarigo" naufragé, détruit par les destroyers anglais après un violent combat. Sur environ 3 000 personnes à bord des navires coulés, les survivants sont au nombre de 1 248.
Le 12 mai, le Clio quitte Tripoli en tant qu'escorte, avec le Orione et le Pegaso et les vapeurs Maddalena Odero et Nicolò Odero. À 20h30 du même jour, au large de Tripoli, le Pegaso bombarde avec des grenades sous-marines un sous-marin, voyant alors émerger une grande nappe de naphte: dans cette attaque, le sous-marin britannique HMS Undaunted (N55) aurait pu être coulé, mais il aurait aussi pu sauter sur des mines,.
Le 25 mai, le torpilleur participe aux opérations de sauvetage de 1 432 survivants (sur 2 729 hommes à bord) du transport de troupes Conte Rosso, torpillé et coulé par le sous-marin britannique HMS Upholder (P37) à 10 milles nautiques (18 km) par 85° du Cap Murro di Porco, alors qu'il navigue en convoi vers la Libye.
Le lendemain, le navire, ainsi que ses navires-jumeaux Calliope, Circe et Perseo, effectuent une mission de déminage au large de Malte.
A 5h30, le 26 août, le torpilleur part de Naples pour escorter - avec les destroyers Euro et Oriani et les torpilleurs Orsa, Procione et Pegaso, ce dernier ajouté le jour suivant après avoir quitté Trapani - un convoi formé par les vapeurs Ernesto et Aquitania, le navire à moteur Col di Lana et le pétrolier Pozarica, naviguant de Naples à Tripoli. Le même jour, vers sept heures du matin, à environ 7 milles nautiques (13 km) au nord de Trapani, le convoi est attaqué deux fois par le sous-marin HMS Urge (N17), qui manque le Pozarica mais endommage le Aquitania, qui doit revenir à Trapani assisté du Orsa). Le Clio réagit en effectuant des attaques de charges de profondeur, mais ne réussit pas à endommager le HMS Urge. Les autres navires atteignent leur destination le 29.
Au cours de 1941, le torpilleur est modifié avec l'élimination des mitrailleuses inefficaces de 13,2 mm et leur remplacement par 8 canons de 20/65 mm,. Deux lanceurs de charges de profondeur supplémentaires sont également embarqués.
A 17h40 le 13 décembre, le navire quitte Tarente avec les cuirassés Littorio et Vittorio Veneto, les destroyers Granatiere, Bersagliere, Fuciliere et Alpino et le torpilleur Centauro (formation renforcée par la suite par l'envoi des destroyers Vivaldi, Malocello, da Recco, Da Noli et Zeno) pour servir de force de couverture à l'opération "M 41" (trois convois à destination de la Libye composés de 6 navires marchands, de 2 navires de guerre et de 3 navires de guerre). 5 destroyers et un torpilleur), qui est cependant  ravagé par des attaques de sous-marins, qui coulent deux transports (le Fabio Filzi et le Carlo del Greco) et sérieusement endommagé - à dix heures du matin du 14 décembre, à la position géographique de 37° 52′ N, 15° 30′ E - le cuirasséVittorio Veneto,,,. Le lendemain, le Clio poursuit sans succès le sous-marin britannique HMS Urge, auteur du torpillage du Vittorio Veneto,.

### 1942
Le 27 septembre 1942, à 16h40, le navire à moteur Francesco Barbaro, que le Clio escorte de Brindisi à Benghazi avec le destroyer Lampo et le torpilleur Partenope, est torpillé par le sous-marin britannique HMS Umbra (P35) au large de Céphalonie à la position géographique de 37° 15′ N, 19° 55′ E (60 milles nautiques (112 km) par 275° de Pýlos). Malgré une tentative de remorquage, le navire à moteur en feu, frappé par une autre torpille du HMS Umbra à 22 h 40, coule à la suite d'une explosion à 4 h 41 le 28, à la position géographique de 37° 15′ N, 19° 55′ E,. Le Clio tente sans succès de couler le HMS Umbra.
Le 12 octobre à huit heures du soir, le navire part de Brindisi comme escorte, avec les destroyers Folgore et da Recco et le torpilleur d'escorte moderne Ardito, pour le navire à moteur moderne D'Annunzio. Le convoi rejoint ensuite un autre convoi venant de Corfou (torpilleur Partenope et destroyer Lampo escortant le navire à moteur Foscolo) et arrive sain et sauf au port le 14, malgré des attaques aériennes continues qui sont repoussées par le feu des canons à bord de l'escorte. Le Clio et les autres unités d'escorte partent dans la journée et escortent les navires à moteur Sestriere et Ruhr sur le chemin du retour, sans être attaqués.
Le 4 novembre, l'unité quitte Naples pour escorter - avec les destroyers Velite, Maestrale, Grecale, Oriani e Gioberti et le torpilleur Animoso - les navires à moteur Giulia et Chisone et le vapeur Veloce, à destination de Tripoli. Malgré plusieurs attaques aériennes, le convoi est l'un des derniers à arriver en Libye sans dommages.
Le 10 novembre à 4 heures du matin, le Clio et son navire-jumeau Calliope quittent Trapani et se rendent à Naples, où ils arrivent à 18 heures du même jour, après quelques exercices de tir et de détection anti-sous-marines.
Le 15 novembre à 8h30, le Clio et le Calliope quittent Palerme, par une mer très agitée, pour escorter vers Bizerte le vapeur allemand Menes et le petit pétrolier Labor. Pendant cette navigation, à 9h07 et à 10h48 le 16 novembre, les deux transports quittent Palerme et sont attaqués sans succès d'abord par le sous-marin britannique HMS Saracen (P247), avec le lancement de trois torpilles à la position géographique de 37° 40′ N, 10° 40′ E au nord du golfe de Tunis, puis par le sous-marin britannique HMS Parthian (N75) avec le lancement de trois torpilles à la position géographique de 38° 03′ N, 11° 51′ E (nord-est de Marettimo),, mais le principal problème reste la mer démontée, qui entre autres fait perdre au Calliope le contact avec le convoi réduisant l'escorte au Clio. Le convoi atteint de toute façon sa destination à 15h30 le jour suivant.
À 20h00 le 16 novembre, le Clio quitte Bizerte pour escorter le croiseur auxiliaire Città di Napoli jusqu'à Palerme, où les deux navires arrivent à 10h30 le lendemain après avoir échappé, à 7h30 le 17, à une attaque d'un sous-marin inconnu.
À dix heures du soir du 1er décembre, le navire (sous le commandement du second officier, le lieutenant de vaisseau (tenente di vascello) Vito Asaro, le commandant étant malade) appareille de Palerme pour escorter vers Bizerte, avec les destroyers da Recco, Folgore et Camicia Nera et le torpilleur Procione, le convoi "H" (transports de troupes Aventino et Puccini, transport militaire allemand KT 1, ferry Aspromonte, avec à bord un total de 1 766 soldats, 698 tonnes de matériel, principalement des munitions, 32 véhicules, 4 chars, 12 pièces d'artillerie). Grâce à l'organisation Ultra, la Royal Navy apprend l'existence du convoi et envoie contre lui la Force Q (croiseurs légers HMS Aurora (12), HMS Sirius (82) et HMS Argonaut (61), destroyers HMS Quentin (G78) et HMAS Quiberon (G81)). À 00h37, les navires britanniques interceptent le convoi " H " et l'attaquent près du banc de Skerki (côte tunisienne). Dans la violente bataille (Bataille du banc de Skerki), qui dure une heure, tous les transports sont coulés (sauf le Puccini, irrémédiablement endommagé et sabordé une seconde fois) et le Folgore et gravement endommagé le da Recco. Le Clio, au moment de l'attaque, se trouve à côté du convoi, dans l'intention d'aider le navire à moteur Puccini, endommagé peu avant, à 00h:15, dans une collision avec le Aspromonte (en fait une modification de route a été ordonnée, mais le Puccini n'avait pas reçu l'ordre). Le torpilleur est le seul à ne pas être envoyé à la contre-attaque, recevant au contraire l'ordre de rester avec les navires marchands et de les aider à s'éloigner. Pendant que le reste de l'escorte parte à la contre-attaque en subissant de lourdes pertes, le Clio tente de couvrir les cargos avec des écrans de fumée, mais la mesure est de peu d'utilité et un par un les transports sont tous brûlés ou coulés. A 1h21, le Clio est également visé, d'abord par des tirs d'obus éclairants, puis par des tirs d'obus explosifs. A ce moment-là, l'unité cesse d'émettre des écrans de fumée et, apercevant les fusées des canons de l'unité attaquante, ouvre le feu à 4 500 mètres avec ses canons arrière de 100 mm, tirant quatre salves. Le navire britannique qui attaquait a alors cessé le feu, s'éloignant et les feux se sont éteints. Ne voyant plus de fusées éclairantes, le Clio cesse également le feu et part à la recherche de survivants et d'éventuels navires marchands ayant échappé à la destruction. Une fois les opérations de sauvetage terminées, le navire retourne à Trapani à dix heures du soir du même jour.

### 1943
Le 10 janvier 1943, à 17h00, le Clio quitte Naples vers Bizerte, ainsi que le destroyer Camicia Nera et les torpilleurs d'escorte Ardente et Ardito pour escorter les vedettes modernes Mario Roselli, Manzoni et Alfredo Oriani. À 11h10 le lendemain, le sous-marin britannique HMS Umbra (P35) attaque le convoi en tirant une torpille à environ soixante-dix milles nautiques (130 km) au nord de Bizerte, mais la torpille échoue et le convoi arrive au port sans dommage à 18h00 le 11 janvier.
À cinq heures de l'après-midi du 15 janvier, le torpilleur quitta Naples, avec les torpilleurs d'escorte modernes Groppo et Uragano, escortant les navires à moteur modernes Emma, transportant des troupes et une cargaison de fournitures dont 300 tonnes de munitions, et Ankara, à destination de Bizerte avec une arrivée prévue à dix heures le lendemain. Lorsque le convoi se trouve à une dizaine de milles nautiques (18 km) d'Ischia à 19h40, le sous-marin britannique HMS Splendid (P228) attaque la formation, frappant le Emma d'une torpille. La grande unité reste immobilisée, dérivant dans le mistral. Le Clio s'approche du navire marchand pour tenter de lui porter secours, mais à cause de la mer agitée, il est frappé à plusieurs reprises contre les flancs du 'Emma jusqu'à ce qu'il soit sérieusement endommagé, ce qui l'oblige à retourner à Naples. Lorsque le lendemain matin, deux remorqueurs de haute mer atteignent le navire à moteur et se préparent à le remorquer, le HMS Splendid frappe le Emma avec une autre torpille: le navire explose et coule à la position géographique de 40° 25′ N, 13° 56′ E, ne laissant que sept survivants sur les 350 hommes à bord.
Le 31 janvier à 4h30, le torpilleur part de Naples en escortant, avec son navire-jumeau Sirio, les torpilleurs d'escorte modernes Monsone et Uragano et le destroyer Saetta, un convoi de navires à moteur Alfredo Oriani, Manzoni et Mario Roselli. Après avoir évité une attaque du sous-marin HMS Turbulent (N98) le 31 janvier, le convoi s'arrête à Palerme (de 17h45 le 1er février à 0h30 le 2) puis repart pour arriver à Bizerte à 15h00 le 2 février.
À 5h30 le 3 février, le Clio quitte Bizerte pour Naples afin d'escorter, avec le Saetta, le Sirio, le Monsone et le Uragano, le grand pétrolier Thorsheimer qui rentre en Italie,. La navigation est gênée par le brouillard, la mer de force 5 et le mistral de force 6, qui provoquent le roulis et la dérive et rend difficile le calcul de la position et l'utilisation de la sonde et de l'échogoniomètre. À 9h38 ce même jour, le Uragano heurte une mine (posée par le mouilleur de mines britannique HMS Abdiel (M39)), qui enlève sa poupe, et il est immobilisé,,. À 9h40, le Clio et le Saetta s'approchent pour porter secours, mais huit minutes plus tard, ce dernier heurte une mine et coule en deux en moins d'une minute, entraînant 170 hommes dans sa chute,. À 9h51, le Clio tente de mettre à l'eau quelques embarcations pour récupérer les naufragés, mais la mer déchaînée rend tout inutile. A 10h, le convoi reçoit l'ordre de poursuivre sa route, atteignant Naples sain et sauf à 12h50,. Lors du naufrage de du Uragano et du Saetta, 284 hommes disparaissent, tandis que seuls 54 sont sauvés,.
Dans la matinée du 16 février, le Clio, commandé par le capitaine de corvette (capitano di corvetta) Carlo Brambilla, remplace le vieux destroyer Augusto Riboty, tombé en panne, dans l'escorte d'un convoi parti la veille à 11h20 de Palerme à Bizerte, composé des vapeurs Frosinone, Alcamo et Chieti et du petit pétrolier à moteur Labor, et escorté par les torpilleurs Sirio et Monsone et les corvettes Antilope et Gabbiano. Au cours des heures précédentes, le convoi est attaqué deux fois par des torpilleurs britanniques, mais l'escorte les repousse toujours sans dommage. Toutes les unités du convoi arrivent à Bizerte indemnes à 23h45 le 16 février.
À 7h15 le 23 février, le torpilleur quitte Bizerte en escortant le pétrolier Labor et le transport allemand KT 2, à destination de Palerme. Après une attaque infructueuse (qui n'est même pas remarquée), ce même 23 février, par le sous-marin HMS Splendid au nord du cap San Vito, le convoi atteint Palerme indemne à dix heures le 24.
Le 24 mai 1943, le Clio remorque à Messine le grand et moderne pétrolier Carnaro, qui à huit heures ce jour-là est torpillé par le sous-marin polonais ORP Dzik à 16 milles nautiques (30 km) par 091° du cap Spartivento Calabro alors qu'il navigue d'Augusta à Messine, subissant de graves dommages.
Le 1er août 1943, le Clio est basé à Naples, et est inclus dans le Ier escadron de torpilles (avec le  Aretusa, le Lince, le Sirio, le Sagittario et le Cassiopea) de la Ve division navale, destiné à escorter les navires marchands dans les eaux italiennes. Après l'armistice du 8 septembre 1943 (armistice de Cassibile), il réussit à atteindre un port sous contrôle allié.

### La cobelligérance (1943-1945), l'après-guerre et le service dans la Marina Militare
Le 6 septembre, le Clio et la corvette Urania, escortant un pétrolier britannique d'Augusta à Tarente, sont les premières unités italiennes à escorter des navires alliés pendant la cobelligérance.
En septembre 1943, le Clio participe également à l'évacuation des unités italiennes d'Albanie et de Grèce, ainsi que de Corfou. Il assure également des fonctions de liaison entre Brindisi et Tarente.
Le 19 septembre, le Clio et le Sirio, ainsi que le navire à moteur Probitas, sont envoyés - après une escale à Corfou - à Santi Quaranta, où ils embarquent 1 750 soldats italiens, qu'ils transfèrent le lendemain à Brindisi.
À la mi-septembre, les deux torpilleurs, à l'initiative et sous le commandement du contre-amiral Giovanni Galati, quittent Brindisi chargés d'approvisionnements (munitions pour canons et mitrailleuses, pièces d'artillerie, médicaments, bombes de mortier, obus anti-aériens) destinés à la division "Acqui", assiégée par les Allemands en Céphalonie. Cependant, lorsque les Alliés ont eu connaissance de la mission en cours, non autorisée par eux, ils ordonnent le retour des deux unités à Brindisi sans qu'elles aient atteint la Céphalonie.
Pendant la cobelligérance (1943-1945), le navire est employé à des tâches d'escorte du trafic pour le compte des Alliés, entre l'Afrique du Nord, Malte et l'Italie.

### Après-guerre
Dans l'immédiat après-guerre, le navire est utilisé pour les liaisons entre la Sardaigne et la côte tyrrhénienne italienne, pour le transport de personnel et de matériel, puis il est employé à des opérations de formation, entre janvier et février 1947, pour le compte de l'Académie navale de Livourne (Accademia Navale di Livorno).
Le torpilleur est ensuite intégré à la IIIe escadre et est à nouveau employé à l'entraînement des forces navales, participant aux croisières et exercices de l'OTAN (Organisation du traité de l'Atlantique nord). Il a également des fonctions de contrôle de la pêche.
Entre 1951 et 1952, le Clio est reclassé comme corvette rapide et subit de grands travaux de modernisation de l'arsenal de Tarente (qui durent environ six mois) : les quatre tubes lance-torpilles et un des canons de 100/47 mm sont retirés, tandis qu'un lanceur anti-sous-marin "Porcospino" est installé. Après l'entrée de l'Italie dans l'OTAN, le navire reçoit également en 1953 le nouveau code d'identification F 555.
Plus tard, le navire revient pour effectuer des exercices avec les forces de l'OTAN, qui opèrent également dans des eaux étrangères. En mai 1956, il fait partie du 1er groupe de forces navales de réserve (I Gruppo Forze Navali di riserva), subissant ainsi une contraction de son activité.
En 1958, le Clio subit de nouvelles modernisations, comme l'élimination des deux canons de 100 mm restants, remplacés par deux canons simples de 40/60 mm Mk 3.
Radié le 31 octobre 1959, l'unité vieillissante est ensuite envoyée à la casse.

## Sources
- (it) Cet article est partiellement ou en totalité issu de l’article de Wikipédia en italien intitulé « Clio (torpediniera) » (voir la liste des auteurs).